# Bingerden

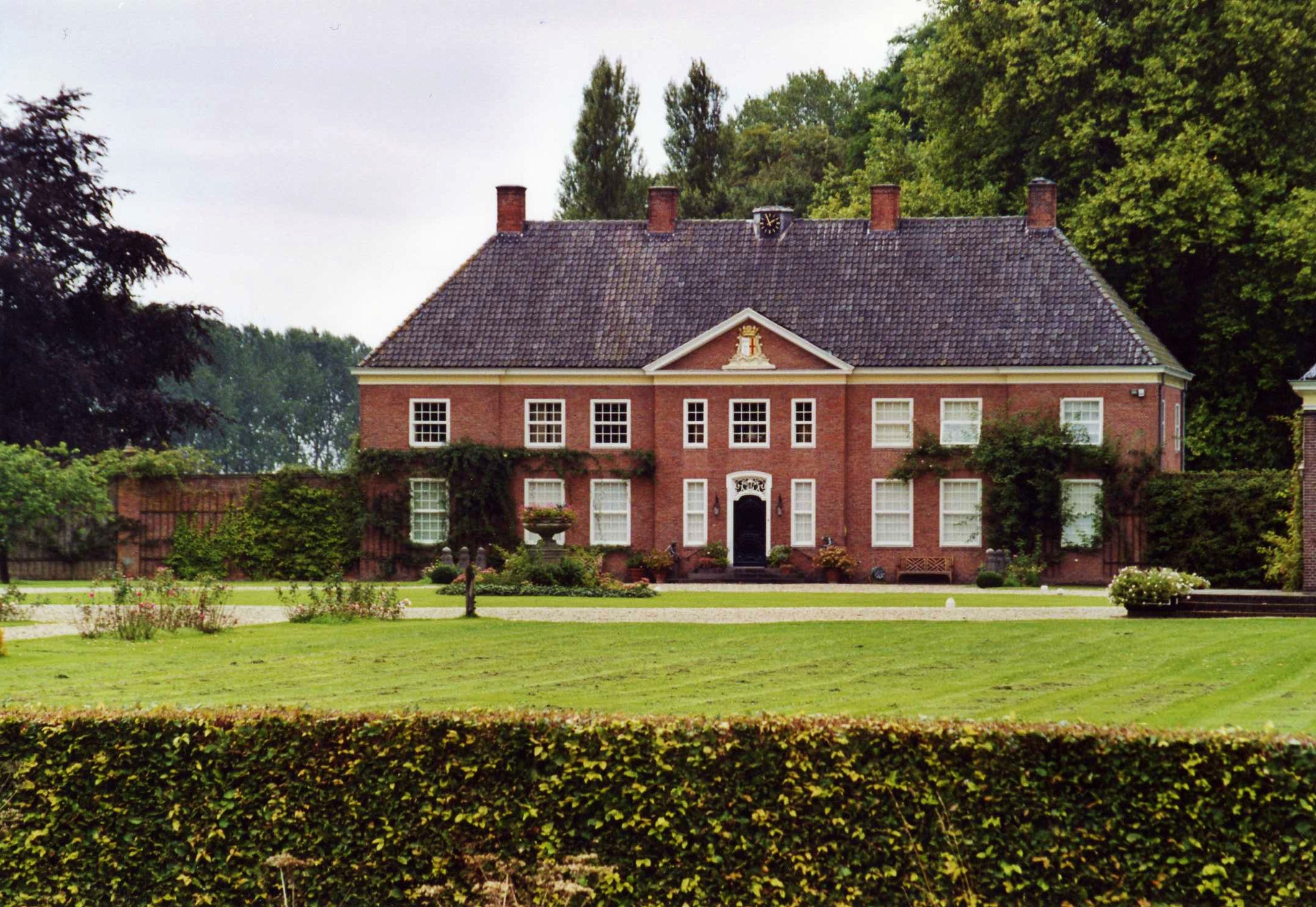
Huis Bingerden in 2012

Bingerden of Bingart is een landgoed buiten het dorp Angerlo (gemeente Zevenaar) in de Nederlandse provincie Gelderland. Bingerden ligt aan de rivier de IJssel en is een van de oudste bewaard gebleven buitenplaatsen van Nederland, dat wordt gekenmerkt door haar 18e-eeuwse Engelse landschapspark (in 1794-1805 omgevormd naar het ontwerp van J.P. Posth van 1791, in 1868 gereorganiseerd door Eduard Petzold), de uitgebreide tuinen en de moestuin.

## Geschiedenis
Bingerden wordt al in het jaar 970, in een oorkonde van 3 augustus 970, beschreven als een versterkte boerderij met gracht als bezit van de graven van Hamaland, die bescherming moest bieden tegen eventuele aanvallen vanaf de IJssel, als Keizer Otto I bevestigt dat graaf Wichman IV het goed schenkt aan de abdij van Elten. Zijn dochter Adela van Hamaland vecht de schenking aan. Na jarenlange strijd kreeg zij onder andere Bingerden in haar bezit. Nadat zij stierf kwam het goed in handen van de aartsbisschop van Keulen.
Waarschijnlijk komt de naam "Bingerden" af van "binnen de gaarden". In 1662 werd het landgoed gekocht door een verre voorvader van de huidige eigenaressen. Aan het eind van de Tweede Wereldoorlog, in april 1945, werd het huis door terugtrekkende Duitse troepen in brand gestoken. In 1958 werd het huis in opdracht van de eigenaresse herbouwd naar ontwerp van architect Elias Canneman (1905-1987) in een kleinere versie.
Vanaf 1942 deed het huis Bingerden dienst als refugiehuis voor de benedictijnermonniken uit Egmond. Door Dom Tholens en pater Van den Biesen werd het huis bewoonbaar gemaakt. In september 1944 wordt Bingerden door de Duitsers gevorderd en vestigen de monniken zich improviserend in Doesburg.
De "Internationale Kwekerijdagen", die het derde weekend van juni worden gehouden, is een jaarlijks terugkerend evenement. Kwekers uit Nederland, België en Duitsland bieden er hun topplanten aan.

## Heren en vrouwen van Bingerden

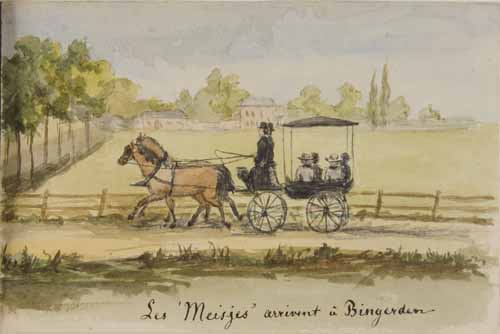
Tekening door Sophia W. van Heeckeren van Kell, op de achtergrond het kasteel van Bingerden voor de brand in 1945.

- Jkvr. Anne Constance Sophie Seline van Weede (1960), jkvr. Marguerite Louise van Weede (1962) en jkvr. Caroline Eugenie van Weede (1964), dochters van volgende
- Jhr. Jacob Dirk Carel van Weede (1929-2005), zoon van volgenden
- Sophia Wilhelmina barones van Heeckeren van Kell (1892-1967), trouwt 1927 jhr. mr. W. E. van Weede (1887-1974), dochter van volgende
- Mr. Jacob Dirk Carel baron van Heeckeren van Kell (1854-1931), zoon van volgende
- Mr. Willem baron van Heeckeren van Kell (1815-1914), zoon van volgenden
- Jkvr. Geertruijd Sara Agatha van Pabst (1774-1847), lid van het geslacht Van Pabst, trouwt 1800 W. H. A. C. baron van Heeckeren (1774-1847), zus van volgende
- Jhr. Rudolf Willem Jacob van Pabst (1775-1841), zoon van volgende
- Jhr. mr. Johan Mouritz van Pabst (1740-1824), heer van Bingerden 1776-, kleinzoon van volgende
- Johann Maurits Edle von Pabst (1650-1730), heer van Bingerden 1674-, zoon van volgende
- Mr. Hermann Pabst (1603-1663), heer van Bingerden 1661-
- Johann Arnold baron von Goltstein, heer van Bingerden 1641-